# Хантерсвилл (Северная Каролина)
Хантерсвилл — крупный пригородный город в округе Мекленберг, Северная Каролина, США. По данным переписи 2020 года, его население составляло 61 376 человек, что делает Хантерсвилл 15-м по величине муниципалитетом Северной Каролины. Он расположен в столичном районе Шарлотт и в 14 милях (23 км) к северу от Шарлотт.

## Этимология
Первоначально город назывался Крейгхед, но был переименован в честь Роберта Бостона Хантера, местного хлопковода и землевладельца.

## География
По данным Бюро переписи населения США, общая площадь города составляет 31,2 квадратных мили (81 км²), из которых 31,1 квадратных мили (81 км²) занимает суша, а 0,03 % — вода.
Хантерсвилл расположен в 14 милях к северу от центра города Шарлотт.

## Демография
| Перепись населения                                       | Поп.   | Примечание | %±      |
| -------------------------------------------------------- | ------ | ---------- | ------- |
| 1890                                                     | 431    |            | —       |
| 1900                                                     | 533    |            | 23.7 %  |
| 1910                                                     | 591    |            | 10.9 %  |
| 1920                                                     | 833    |            | 40.9 %  |
| 1930                                                     | 800    |            | −4.0 %  |
| 1940                                                     | 763    |            | −4.6 %  |
| 1950                                                     | 916    |            | 20.1 %  |
| 1960                                                     | 1,004  |            | 9.6 %   |
| 1970                                                     | 1,538  |            | 53.2 %  |
| 1980                                                     | 1,294  |            | −15.9 % |
| 1990                                                     | 3,014  |            | 132.9 % |
| 2000                                                     | 24,960 |            | 728.1 % |
| 2010                                                     | 46,773 |            | 87.4 %  |
| 2020                                                     | 61,376 |            | 31.2 %  |
| 2022 (est.)                                              | 63,035 |            | 2.7 %   |
| Перепись населения США, проводимая раз в десять лет 2020 |        |            |         |

### Перепись населения 2020 года
| Раса                                        | Число  | Процентное соотношение |
| ------------------------------------------- | ------ | ---------------------- |
| Белый (неиспаноязычный)                     | 42,816 | 69.76 %                |
| Черный или афроамериканец (неиспаноязычный) | 7,203  | 11.74 %                |
| Коренные американцы                         | 117    | 0.19 %                 |
| Азиатская                                   | 2,545  | 4.15 %                 |
| Житель тихоокеанских островов               | 9      | 0.01 %                 |
| Другие/Смешанные                            | 2,740  | 4.46 %                 |
| Испаноязычный или Латиноамериканец          | 5,946  | 9.69 %                 |

По данным переписи населения Соединенных Штатов 2020 года, в городе проживало 61 376 человек, 20 074 домашних хозяйства и 14 960 семей.

### Перепись 2010 года
По данным переписи 2010 года, в городе проживало 46 773 человека, 9 171 домашних хозяйств и 6 859 семей. Плотность населения составляла 801,4 жителя на квадратную милю (309,4 чел./км²). Насчитывалось 9 859 единиц жилья со средней плотностью 316,5 на квадратную милю (122,2/км²). Расовый состав населения: 88,42 % белых, 7,47 % афроамериканцев, 0,37 % коренных американцев, 1,50 % азиатов, 0,05 % жителей тихоокеанских островов, 1,06 % приходится на другие расы и 1,13 % приходится на две или более других рас. Испаноязычные или латиноамериканцы любой расы составляли 3,88 % от популяции тауншипа.
Насчитывалось 9 171 домохозяйств, из которых в 41,9 % воспитывались дети в возрасте до 18 лет, 64,6 % представляли собой супружеские пары, проживавшие вместе, в 7,5 % домохозяйств женщины проживали без мужей и в 25,2 % домохозяйств не было семей. 19,2 % всех домохозяйств состояли из одного человека, при этом в 3,4 % из них проживали одинокие люди в возрасте 65 лет и старше. Средний размер домохозяйства — 2,67, а семьи — 3,09 человека.
Несмотря на быстрый рост и 9 171 домохозяйство и 6 859 семей по состоянию на 2010 год, преступность оставалась относительно низкой.
Население города было распределено: 28,3 % младше 18 лет, 6,2 % в возрасте от 18 до 24, 40,7 % в возрасте от 25 до 44, 18,6 % в возрасте от 45 до 64 и 6,2 % в возрасте 65 лет и старше. Средний возраст жителя округа 33 лет. На каждые 100 женщин приходилось 97,6 мужчин. На каждые 100 женщин старше 18 приходилось 96,0 мужчин.
Средний доход домохозяйства в городе составлял 71 932 доллара, а средний доход семьи — 80 821 доллар (по состоянию на 2007 год эти цифры выросли до 80 328 и 90 739 долларов соответственно). Средний доход мужчин составлял 53 553 доллара против 33 877 долларов у женщин. Доход на душу населения в городе составлял 30 256 долларов. 3,1 % населения и 1,9 % семей находились ниже черты бедности.

## Эконом
Joe Gibbs Racing базируется в Хантерсвилле. Команда выиграла пять чемпионатов среди гонщиков серии Кубков NASCAR с Бобби Лабонте, Тони Стюартом и Кайлом Бушем, а также более 190 кубковых гонок.

## Искусство и культура

### Музеи
- Discovery Place Kids-Хантерсвилл
- Выставка энергетики на атомной станции Макгуайр
- Холли Бенд
- Дом и магазин Хью Торанса
- Плантация Латта

### Фестивали и события
Фестиваль возрождения Каролины проводится по субботам и воскресеньям в октябре и ноябре.

### Библиотека
Филиал публичной библиотеки Шарлотты и округа Мекленбург в Северном округе (расположен в Хантерсвилле)
Хантерсвилл и его окрестности обслуживаются региональным отделением Северного округа Публичной библиотеки Шарлотты и округа Мекленбург.

## Парки и зоны отдыха
Город также известен в рекреационных целях как озерное сообщество из-за его близости к озеру Норман, большому искусственному озеру, созданному компанией Duke Power для обслуживания атомной электростанции, и озеру Маунтин-Айленд, меньшему по размеру искусственному озеру, которое используется в качестве городского источника воды в Шарлотте и расположено вдоль юго-западной границы Хантерсвилла. Озера привлекают как лодочников, так и любителей водных лыж из нескольких близлежащих штатов. В Хантерсвилле также находится одно частное поле для гольфа, NorthStone Country Club и два полу-частных поля для гольфа: Skybrook Golf Club и Birkdale Golf Course.

## Правительство
Городом управляют избранный мэр и Совет уполномоченных, а выборы официально проводятся на беспартийной основе. Выборы проводятся каждые два года, при этом мэр и члены комиссии избираются отдельно. Здесь не проводятся первичные выборы ни мэра, ни Совета уполномоченных. Избирателям разрешается голосовать не более чем за шесть кандидатов в комиссары, и избираются шесть кандидатов, набравших наибольшее количество голосов.
Нынешний мэр и городской совет после выборов 2 ноября 2021 года: мэр Мелинда Бейлс и члены комиссии Стейси Филлипс, Эмбер Ковач, Дэн Бун, Дерек Парти, Роб Кидвелл и Лэнс Мангер. Стейси Филлипс получила наибольшее количество голосов на посту комиссара (3715) и является действующим мэром временно.

## Образование
Государственные школы в Хантерсвилле являются частью школьной системы Шарлотт-Мекленбург.

### Начальные школы
- Начальная школа Барнетта
- Начальная школа Легетт Блайт
- Начальная школа Хантерсвилла
- Начальная школа Торренс-Крик
- Начальная школа Гранд-Оук
- Начальная школа Лонг-Крик
- Начальная школа «Осиное гнездо»
- Триллиум Спрингс Монтессори

### Средние школы
- Средняя школа имени Джона М. Александера
- Фрэнсис Брэдли Мидл
- Бейли Мидл в Корнелиусе имеет границу посещаемости, которая включает в себя часть Хантерсвилла

- Хоупвеллская средняя школа
- Средняя школа Северного Мекленбурга
- Средняя школа Уильяма А. Хафа в Корнелиусе имеет границу, которая включает в себя часть Хантерсвилла.

### Чартерные школы
- Чартерная школа Лейк-Норман
- Классическая академия Бонни Коун

### Частные школы
- Детская общественная школа
- Христианская академия Саутлейка
- Католическая школа Святого Марка
- Католическая средняя школа имени Христа Короля
- Кэннонская школа

### Высшее
- Общественный колледж Центрального Пьемонта (кампус Меранкас)

## СМИ
Город обслуживается шестью еженедельными газетами, включая The Herald Citizen.

## Транспорт
Хантерсвилл — один из трех городов (остальные — Корнелиус и Дэвидсон), расположенных к северу от Шарлотта, Северная Каролина, но все еще в пределах округа Мекленбург. Эти три города составляют область, известную как «Северный Мекк». в северном округе Мекленбург. Скоростной автобусный транспорт и межштатная автомагистраль с скоростными полосами движения, которая заканчивается в пяти милях к югу от Хантерсвилла, обеспечивают доступ к деловым районам центра Шарлотта.
Хантерсвилл обслуживается двумя съездами с межштатной автомагистрали 77. Съезд 23 (Галаад-роуд) соединяет скоростную автомагистраль с первоначальным городом. Съезд 25 (шоссе 73 Северной Каролины, но чаще всего именуемый дорогой Сэма Фурра) обеспечивает доступ к району Биркдейл Виллидж и торговым, медицинским и офисным комплексам, которые были построены с момента открытия съезда.
Шоссе США 21 (Стейтсвилл-роуд) и шоссе Северной Каролины 115 (Олд-Стейтсвилл-роуд) — две основные магистрали с севера на юг, проходящие через город. Эти два маршрута дополняют I-77 на юг до Шарлотта и на север до Мурсвилла и Стейтсвилла, которые находятся в соседнем округе Айределл.